# Vîșci Vereșceakî, Oleksandrivka
Vîșci Vereșceakî (în ucraineană Вищі Верещаки) este localitatea de reședință a comunei Vîșci Vereșceakî din raionul Oleksandrivka, regiunea Kirovohrad, Ucraina.

## Demografie
Componența lingvistică a localității Vîșci Vereșceakî
     Ucraineană (98,82%)
     Rusă (1,06%)
     Alte limbi (0,12%)
Conform recensământului din 2001, majoritatea populației localității Vîșci Vereșceakî era vorbitoare de ucraineană (98,82%), existând în minoritate și vorbitori de rusă (1,06%).